# Krzanowice
Krzanowice is een stad in het Poolse woiwodschap Silezië, gelegen in de powiat Raciborski. De oppervlakte bedraagt 3,19 km², het inwonertal 2206 (2005).

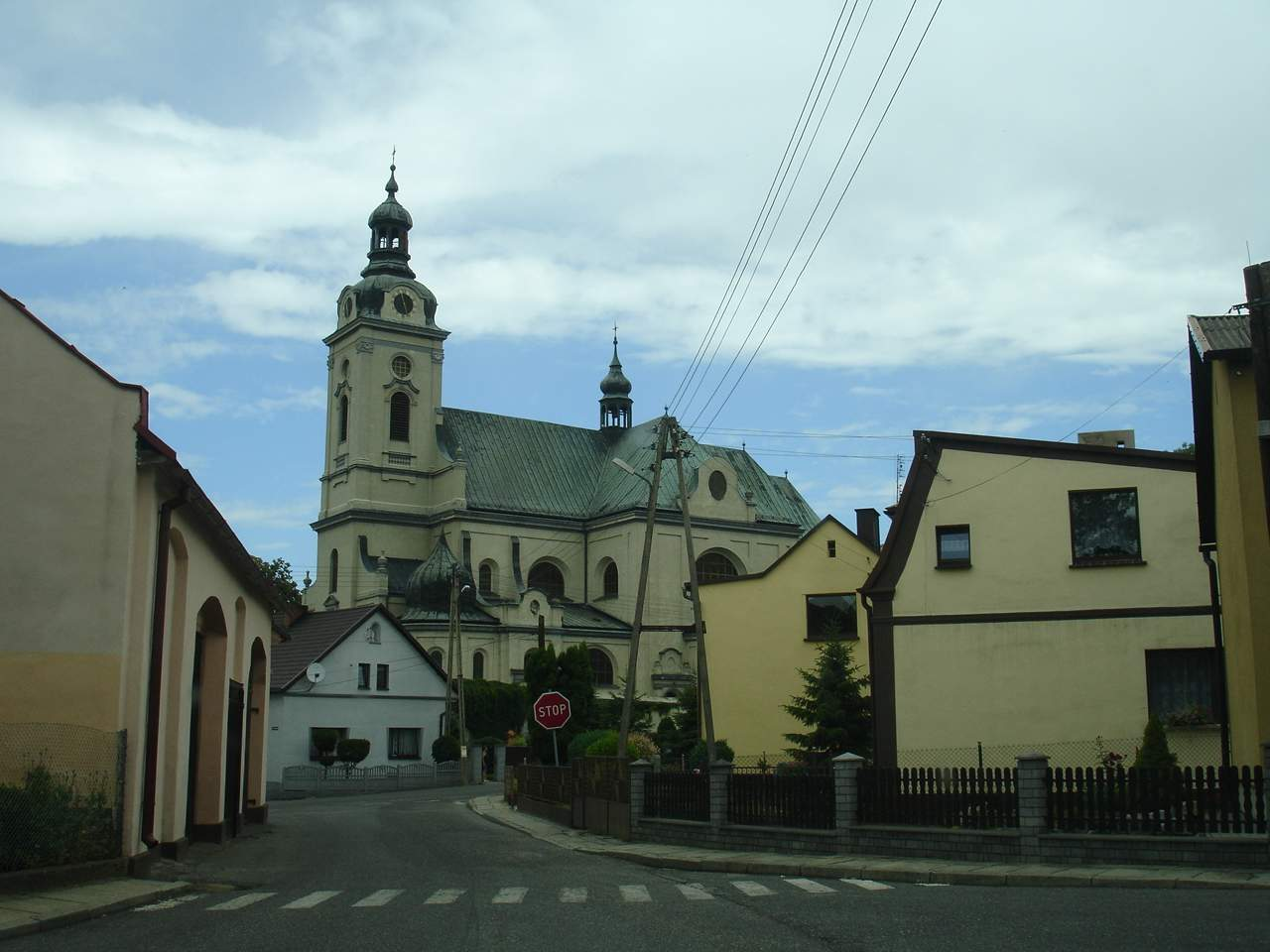
Kerk